# ヘルソン美術館
ヘルソン美術館（ヘルソンびじゅつかん、Херсонський художній музей імені Олексія Шовкуненка、正式名称：ヘルソン・オレクシイ・ショウクネンコ記念美術館）は、ウクライナのヘルソン市にある美術館。ウクライナの画家オレクシイ・ショウクネンコにちなんで名付けられ、1978年5月27日に開館した。20世紀初頭の建築記念物である旧市庁舎（ラトゥーシャ）に位置し、ノヴァ・カホウカに分館を持つ。2022年、ロシアによるウクライナ侵攻中にロシア軍により略奪され、約10,000点の収蔵品が占領下のクリミアに持ち去られた。

## 建物の歴史
美術館は、1905年から1906年に建設された旧ヘルソン市庁舎に位置する。この建物は、都市自治機関の拠点として計画され、市議会、市長室、孤児裁判所、市民銀行が置かれた。ヘルソンの都市生活の中心として機能し、現在も文化的ランドマークである。
1900年、市長イヴァン・ヴォロヒンが新たな市庁舎の建設を提案し、市議会は建築コンペを開催。匿名で提出された4つの設計案（「ミモホード」「ナ・スコロ」「イーXII」「南の都にロシアの富」）の中から、「ミモホード」が選ばれた。この案の設計者は若手建築家アドルフ・ミンクス（1870-1948）で、後にオデーサやキエフで名を馳せた。建設は1905年5月28日に始まり、1907年初頭に完成。建物は複数の建築様式（例：折衷主義）を融合させ、統一感のある外観を持つ。しかし、交通量の増加による振動や排気ガスで、後に構造的劣化が進んだ。

## 美術館の歴史
ヘルソンの美術館の起源は、1890年に考古学者ヴィクトル・ゴシュケヴィチが設立した考古学博物館に遡る。1909年、彼はこれを市に寄贈。1912年、メセナのミコワイ・ゲドロイツ公爵の支援で、博物館内に美術部門が開設され、絵画、彫刻、磁器、ガラス工芸、版画のコレクションが収集された。寄贈者にはオレクシイ・ボゴリュボフ、ミコライ・ピモネンコ、ヴァシリー・ポレノフらが名を連ねた。
1923年、美術部門は歴史考古学博物館に統合。1930年代までにロシアや西欧の作品が追加され、1941年時点で約700点を収蔵。しかし、第二次世界大戦中のナチス占領下で、コレクションの多くがドイツやルーマニアに略奪された。1944年のヘルソン解放後、収蔵品の回収が試みられ、1966年に美術部門が再開。1976年、レニングラードのM.I.コルニロフスカヤの遺贈（500点の美術品と蔵書）を基に、1978年に現在の美術館が設立された。開館当初、ソビエト連邦・ウクライナ文化省やウクライナ芸術家連盟から多数の作品が寄贈され、1981年にはショウクネンコの妻が100点以上の作品を寄付。
2022年10月、ロシアによるヘルソン占領中に、博物館は地元協力者の支援を受けたロシア軍により略奪された。約10,000点がクリミアの中央タヴリダ博物館に運ばれ、総計15,000点近くのヘルソン州の文化財が奪われた。2024年3月時点で、100点（全体の1%）が特定され、99点がクリミアに、1点（コンスタンティン・コロヴィンの「セヴァストポリのフェートン」）が占領下のヘニチェスクにあったことが確認された。この作品は、2024年3月19日のロシアのプロパガンダ動画で、額縁や保護ガラスなしの状態で映し出された。

### 略奪された主な作品
- イヴァン・シュルハ（ウクライナ語版）（1889-1956）「海辺の漁師」（1932年）
- ヴェネーラ・タカエヴァ（1931年生）「娘ギュゼル、習作」（1967年）
- イェフレム・ズヴェルコフ（英語版）（1921-2012）「曇りの日」（1967年）[6]

## コレクション
2022年の略奪前、美術館は13,000点以上の作品を収蔵し、ウクライナ有数のコレクションを誇った。17世紀のロシアイコン画から現代ヘルソンの芸術家の作品まで、絵画、版画、彫刻、工芸を網羅する。

### 主な展示
- イコン画（17世紀-20世紀初頭）：例：「ユーリー・ズミエボーレツと使徒ペトロ・パウロ」（18-19世紀）、「悲しみを癒す聖母」（19世紀）。
- ロシア美術（18世紀-19世紀前半）：コンスタンティン・マコフスキー「女性の肖像」（1883年）、イヴァン・アイヴァゾフスキー「嵐が来る」。
- ウクライナ・ロシア美術（19世紀後半-20世紀初頭）：ヴァシリー・ポレノフ「アブラムツェヴォの家畜小屋」、オレクシイ・ショウクネンコ（英語版）「樫の木の空き地」（1956年）。

### 著名な作品
- イヴァン・クラムスコイ「暖炉のそばで」
- ピョートル・クロット（英語版）「御者と馬」
- マルク・アントコリスキー（英語版）「メフィストフェレス」
- オレクシイ・サヴラソフ（英語版）「夕暮れ」